# Trachyuropoda tuberculata
Trachyuropoda tuberculata es una especie de arácnido del orden Mesostigmata de la familia Trachyuropodidae.

## Distribución geográfica
Se encuentra en Java y Vietnam.